# Hakuin Ekaku
Hakuin Ekaku (白隠 慧鶴 Hakuin Ekaku, 1686-1769 ou 1685-1768) foi uma das figuras mais influentes no Zen Budismo japonês. Ele reviveu a escola Rinzai de um período de estagnação, refocalizando-a em seus métodos tradicionais de treinamento rigoroso integrando meditação e prática de koan. A influência de Hakuin foi tão grande que todos os mestres Zen Rinzai atuais traçam sua linhagem a ele, e todos os praticantes modernos de Zen Rinzai usam práticas derivadas diretamente de seus ensinamentos.

## Vida

### Anos Iniciais
Hakuin nasceu em 1686 em uma pequena vila em Hara, aos pés do monte Monte Fuji. Sua mãe era uma devota do Budismo de Nitiren, e acredita-se que esta devoção foi uma grande influência para tornar-se um monge budista. Quando criança, Hakuin participou de um sermão por um monge Nichiren sobre o assunto dos oito infernos quentes. Isto impressionou fortemente o jovem Hakuin, que desenvolveu um grande medo do inferno, buscando uma maneira de escapar. Ele eventualmente chegou a conclusão que seria necessário tornar-se um monge.

#### Shōin-ji e Daishō-ji
Aos quinze anos, ele obteve o consentimento de seus pais para se juntar a vida monástica, e foi ordenado no templo Zen próximo, Shoin-ji. Quando o monge responsável pelo templo ficou doente, Hakuin foi enviado ao templo vizinho, Daisho-ji, onde ele serviu como noviço por três ou quatro anos, estudando textos budistas. Enquanto em Daisho-ji, ele leu o Sutra do lótus, considerado pela corrente Nichiren como o sutra rei de todos os sutras budistas, e ficou desapontado, dizendo que "consistia nada mais que simples contos sobre causa e efeito".

#### Zensō-ji
Aos dezoito anos, ele cruzou através de seus estudos a história de um mestre chinês Ch'an Yantou Quanhuo, que foi brutalmente assassinado por bandidos. Hakuin se desesperou com esta história, que mostra que mesmo um grande monge não pode ser salvo de uma sangrenta morte nesta vida. Como poderia ele então, apenas um simples monge, esperar ser salvo das torturas do inferno na próxima vida? Ele desistiu de seu objetivo de tornar-se um monge iluminado, e não desejando retornar para casa em desgraça, viajou estudando literatura e poesia.

#### Zuiun-ji
Viajando com outros doze monges, Hakuin caminhou até o Zuin-ji, residência do monge-poeta Bao Rōjin, um respeitado estudioso mas também mestre de mente muito forte. Enquanto estudava com Bao, ele teve uma experiência que o colocou de volta no caminho da vida monástica. Ele viu uma numerosa pilha de livros, do lado de fora no jardim do templo, livros de todas as escolas do Budismo. Atônito pela visão de toda esta literatura, Hakuin pediu aos deuses do Darma a ajuda-lo a escolher um caminho. Ele então buscou e pegou um livro; era uma coleção de histórias Zen da Dinastia Ming. Inspirado, ele se arrependeu e dedicou-se a prática do Zen.

### Primeiro Despertar

#### Eigen-ji
Novamente saiu a viajar por dois anos, se estabelecendo no tempo Eigan-ji. Foi lá que Hakuin teve sua primeira experiência de Iluminação. Ele se trancou em um santuário dentro do templo por sete dias, e eventualmente alcançou o que acreditava ser um intenso despertar ao ouvir o badalar dos sinos do templo. Porém, seu mestre recusou-se a confirmar sua iluminação, e Hakuin foi embora do templo.

#### Shōju Rōjin
Após sair de Eigan-ji, Hakuin conheceu e estudou com o professor que seria o mais influente em sua prática espiritual, Shoju Ronin. Shoju era um professor muito severo, que insultava e batia em Hakuin, em uma tentativa de faze-lo alcançar a iluminação. Após várias experiências de iluminação, Hakuin foi embora depois de oito meses de estudo com Shoju. Apesar de nunca mais ter visto Shoju outra vez, que morreu treze anos depois, Hakuin continuou pensando em Shoju como seu mestre principal. 

### Abade em Shōin-ji
Depois de muitos anos de peregrinações, com 31 anos, Hakuin retornou a Shoin-ji, o templo onde foi ordenado monge. Ele foi colocado como Abade, uma posição que ocupou pelo próximo meio século. Foi próximo a este período que adotou o nome de "Hakuin", que significa em tradução livre "escondido no branco", referindo-se a localização do templo Shoin-ji.

#### Despertar da Iluminação
Aos 41, ele experimentou a última e total iluminação, enquanto lia o Sutra do Lótus, o sutra que ele havia deixado de lado quando um jovem estudante. Ele escreveu sobre esta experiência, dizendo "de repente eu penetrei no perfeito, no verdadeiro, o real significado do Lótus".
Este foi um divisor de águas na vida de Hakuin. Com a iluminação plena atingida, ele dedicou o resto de sua vida ajudando os outros a atingir a iluminação. Ele passaria os próximos quarenta anos ensinando em Shoin-ji, escrevendo e fazendo sermões. Primeiramente havia apenas alguns monges no templo, mas com o tempo espalhou-se a notícia, e estudantes do Zen começarem a vir de todo o país para estudar com Hakuin. Eventualmente, uma comunidade inteira de monges foi construída em Hara e suas áreas próximas, e os estudantes de Hakuin eram centenas. Ele certificou oitenta discípulos como sucessores. 

### Morte
Hakuin morreu em Hara, a mesma vila em que nasceu e que ele transformou em um centro de ensino Zen, aos oitenta e três anos.

## Histórias
As histórias seguintes são extraídas do livro Zen Flesh, Zen Bones de Paul Reps.

### É mesmo?
Hakuin era louvado por seus vizinhos como vivendo uma vida pura. Uma bela garota japonesa cujos pais tinham uma mercearia morava perto dele. Repentinamente, sem qualquer aviso, seus pais descobriram que ela estava grávida. Eles ficaram muito bravos. Ela não queria confessar quem era o pai mas, após muito pressionarem, acabou dizendo que Hakuin era o pai.
Muito bravos os pais foram ao mestre. "É mesmo?" era tudo o que ele dizia.
Após o nascimento da criança ela foi levada a Hakuin. Ele havia perdido sua reputação devido ao incidente, o que não o incomodava, mas ele cuidou muito bem da criança. Ele obteve leite de seus vizinhos e tudo o mais que ele precisava. Após um ano a jovem mãe não conseguiu mais aguentar. Contou a verdade a seus pais - o verdadeiro pai era um pescador que trabalhava no mercado de peixe.
A mãe e o pai da garota imediatamente foram ver Hakuin para pedir perdão, desculpar-se longamente, e pegar a criança de volta.
Hakuin aceitou. Ao devolver a criança tudo o que disse foi: "É mesmo?"

### Os portões do paraíso
Um soldado foi até Hakuin e perguntou "Realmente existe um paraíso e um inferno?"
"Quem é você?" perguntou Hakuin.
"Eu sou um samurai," respondeu o guerreiro.
"Você, um samurai!" exclamou Hakuin. "Que tipo de governante teria você como seu guarda? Seu rosto parece o de um mendigo!"
O soldado ficou tão bravo que começou a pegar sua espada, mas Hakuin continuou. "Então você tem uma espada! Sua arma é provavelmente tão ruim quanto sua cabeça!"
Conforme o soldado pegou sua espada Hakuin disse "Aqui abrem-se as portas do inferno!"
Ao ouvir estas palavras o samurai, percebendo a disciplina do mestre, guardou sua espada e o cumprimentou com uma reverência.
"Aqui abrem-se as portas do paraíso," disse Hakuin.

## Referênces
- Reps, Paul and Nyogen Senzaki. Zen Flesh, Zen Bones: A Collection of Zen and Pre-Zen Writings. ISBN 0-8048-3186-6.